# Patinação de velocidade nos Jogos Olímpicos de Inverno de 2006 - 5000 m masculino

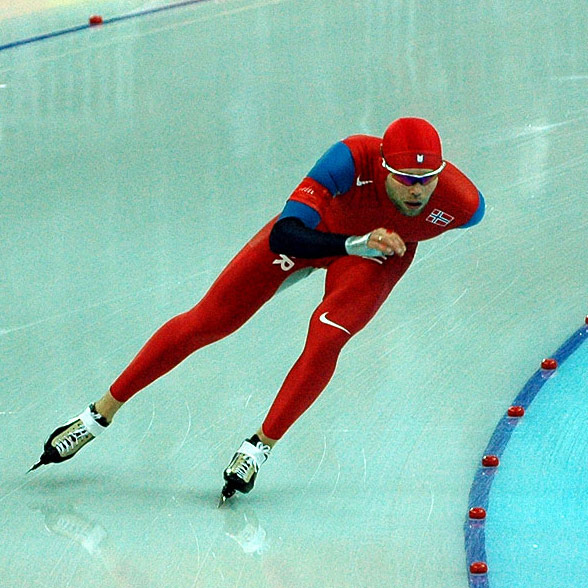
Patinador Lasse Saetre em 2006

A competição de 5000m masculino de patinação de velocidade nos Jogos Olímpicos de Inverno de 2006 foi disputado no dia 11 de fevereiro.

## Medalhistas
| Ouro   | USA Chad Hedrick  |
| Prata  | NED Sven Kramer   |
| Bronze | ITA Enrico Fabris |

## Resultados
| Pos. | Patinador                | Tempo   | Dif.   |
| ---- | ------------------------ | ------- | ------ |
|      | USA Chad Hedrick         | 6:14.68 | 0.00s  |
|      | NED Sven Kramer          | 6:16.40 | 1.72s  |
|      | ITA Enrico Fabris        | 6:18.25 | 3.57s  |
| 4    | NED Carl Verheijen       | 6:18.84 | 4.16s  |
| 5    | CAN Arne Dankers         | 6:21.26 | 6.58s  |
| 6    | NED Bob de Jong          | 6:22.12 | 7.44s  |
| 7    | USA Shani Davis          | 6:23.08 | 8.40s  |
| 8    | NOR Oystein Grodum       | 6:24.21 | 9.53s  |
| 9    | NOR Lasse Saetre         | 6:25.15 | 10.47s |
| 10   | NOR Eskil Ervik          | 6:26.91 | 12.23s |
| 11   | RUS Ivan Skobrev         | 6:27.02 | 12.34s |
| 12   | SWE Johan Rojler         | 6:29.24 | 14.56s |
| 13   | BEL Bart Veldkamp        | 6:32.02 | 17.34s |
| 14   | ITA Ippolito Sanfratello | 6:32.58 | 17.90s |
| 15   | RUS Artyom Detyshev      | 6:32.85 | 18.17s |
| 16   | ITA Stefano Donagrandi   | 6:33.45 | 18.77s |
| 17   | RUS Yury Kokhanets       | 6:34.62 | 19.94s |
| 18   | POL Pawel Zygmunt        | 6:35.01 | 20.33s |
| 19   | USA K C Boutiette        | 6:37.29 | 22.61s |
| 20   | GER Jens Boden           | 6:38.34 | 23.66s |
| 21   | JPN Kesato Miyazaki      | 6:40.03 | 25.35s |
| 22   | CAN Steven Elm           | 6:41.53 | 26.85s |
| 23   | KAZ Dmitry Babenko       | 6:42.25 | 27.57s |
| 24   | CAN Justin Warsylewicz   | 6:43.74 | 29.06s |
| 25   | CHN Xuefeng Gao          | 6:44.78 | 30.10s |
| 26   | ROM Claudiu Grozea       | 6:50.29 | 35.61s |
| 27   | JPN Takahiro Ushiyama    | 6:51.53 | 36.85s |
| 28   | KOR Sang Yeop Yeo        | 6:58.13 | 43.45s |

Legenda
| Recorde mundial      | Recorde mundial (World record)               |                       | Recorde africano                      | Recorde africano (African) |                                           | Q | Classificado por posição (Qualified) |
| Recorde olímpico     | Recorde olímpico (Olympic record)            | Recorde da América    | Recorde da América (Americas)         | q                          | Classificado por melhor tempo (Qualified) |   |                                      |
| Melhor marca do ano  | Melhor marca do ano (World leading)          | Recorde asiático      | Recorde asiático (Asian)              | DNS                        | Não largou (Did not start)                |   |                                      |
| Recorde nacional     | Recorde nacional (National record)           | Recorde europeu       | Recorde europeu (European)            | DNF                        | Não terminou (Did not finish)             |   |                                      |
| Recorde pessoal      | Recorde pessoal do atleta (Personal best)    | Recorde da Oceania    | Recorde da Oceania (Oceania)          | DSQ / DQ                   | Desclassificado (Disqualified)            |   |                                      |
| Recorde da temporada | Recorde da temporada do atleta (Season best) | Recorde sul-americano | Recorde sul-americano (South America) | NM                         | Sem marca (No mark)                       |   |                                      |